# Дети меньшего бога (пьеса)
«Де́ти ме́ньшего бо́га» (англ. Children of a Lesser God) — драматическая пьеса Марка Медоффа. Бродвейская премьера состоялась в театре «Лонгакр» 30 мая 1980 года.

## История
Пьеса была написана Марком Медоффом в 1979 году специально для глухой актрисы Филлис Фрелич. Сюжет частично основывается на реальных отношениях между Филлис и её мужем Робертом Стейнбергом. Они и сыграли главные роли в превью-спектаклях, которые проходили в Государственном университете штата Нью-Мексико. Постановка была замечена режиссёрами Гордоном Дэвидсоном в режиссуре Марка Конуса в Лос-Анджелесе. Первый настаивал на том, что главную мужскую роль должен сыграть более профессиональный и опытный актёр.
После удачного представления в Лос-Анджелесе пьеса дебютировала на Бродвее 30 мая 1980 года в театре «Лонгакр», где за два года было сыграно 896 спектаклей (включая превью).
В 1981 году в театре пьеса была представлена в Вест-Энде на сцене театра «Русалка». Затем постановка переехала в театр «Албэри». Главные роли сыграли Тревор Ив и Элизабет Куинн.

## Актёрский состав
| Роль            | Бродвей            |
| --------------- | ------------------ |
| Сара Норман     | Филлис Фрелич      |
| Джеймс Лидс     | Джон Рубинштейн    |
| Миссис Норман   | Скотти Блоч        |
| Мистер Франклин | Уияльям Франкфатер |
| Лидия           | Джулианна Голд     |
| Эдна Клейн      | Люси Мартин        |
| Орин Дэннис     | Левис Меркин       |

## Постановки
| Город (страна) | Компания               | Театральная площадка | Дата открытия | Дата закрытия | Кол-во спектаклей |
| -------------- | ---------------------- | -------------------- | ------------- | ------------- | ----------------- |
| Нью-Йорк (США) | «Center Theatre Group» | «Лонгакр» (Бродвей)  | 30.03.1980    | 16.02.1982    | 887               |

## Награды и номинации

### Бродвей
| Год  | Премия                 | Категория                   | Номинант(ы)                           | Результат |
| ---- | ---------------------- | --------------------------- | ------------------------------------- | --------- |
| 1980 | «Тони»                 | Лучшая пьеса                | Марк Медофф                           | Победа    |
| 1980 | «Тони»                 | Лучшая мужская роль в пьесе | Джон Рубинштейн за роль Джеймса Лидса | Победа    |
| 1980 | «Тони»                 | Лучшая женскую роль в пьесе | Филлис Фрелич за роль Сары Норман     | Победа    |
| 1980 | «Тони»                 | Лучшая режиссура            | Гордон Дэвидсон                       | Номинация |
| 1980 | «Outer Critics Circle» | Дебютное выступление        | Филлис Фрелич                         | Победа    |
| 1980 | «Outer Critics Circle» | Лучшая бродвейская пьеса    | Марк Медофф                           | Победа    |
| 1980 | «Драма Деск»           | Лучшая пьеса                | Марк Медофф                           | Победа    |
| 1980 | «Драма Деск»           | Лучший актёр в пьесе        | Джон Рубинштейн за роль Джеймса Лидса | Победа    |
| 1980 | «Драма Деск»           | Лучшая актриса в пьесе      | Филлис Фрелич за роль Сары Норман     | Номинация |
| 1980 | «Драма Деск»           | Лучшая режиссура пьесы      | Гордон Дэвидсон                       | Номинация |
| 1980 | «Драма Деск»           | Лучший свет                 | Тарон Массэр                          | Номинация |

### Вест-Энд
| Год  | Премия                | Категория                   | Номинант(ы)                     | Результат |
| ---- | --------------------- | --------------------------- | ------------------------------- | --------- |
| 1981 | Премия Лоренса Оливье | Лучшая новая драма          | Марк Медофф                     | Победа    |
| 1981 | Премия Лоренса Оливье | Лучшая мужская роль в пьесе | Тревор Ив за роль Джеймса Лидса | Победа    |
| 1981 | Премия Лоренса Оливье | Лучшая женская роль в пьесе | Элизабет Куинн Сары Норман      | Победа    |

## Адаптации
В 1986 году вышла одноимённая экранизация пьесы. Фильм вошёл в десятку лучших фильмов года по версии Национального совета кинокритиков США.